# Герхард фон Райфершайд
Герхард фон Райфершайд (на немски: Gerhard von Reifferscheid; на латински: Gerhardus de Riferscheit; † сл. 1198) е господар на Райфершайд (източно от Хелентал) в Айфел.

## Биография
Син е на господар фон Райфершайд и брат на Филип I († сл. 1202), господар на Вилденберг.
В края на 12 век фамилията му поема замък Райфершайд. Братята Герхард и Филип разделят собствеността през 1195 г. Герхард запазва Райфершайд и съда в Райфершайд и Вилденбург. Филип основава линията Вилденберг.
Фамилията се нарича от 15 век Салм-Райфершайд.

## Фамилия
Герхард фон Райфершайд се жени за Беатрикс фон Хуншайд († сл. 1241) и има един син:
- Фридрих I фон Райфершайд-Бедбург († сл. 1250), господар на Бедбург, женен за фон Цвайбрюкен († 31 декември 1259), дъщеря на граф Хайнрих I фон Цвайбрюкен († 1228) и принцеса Хедвиг Лотарингска († сл. 1228), дъщеря на херцог Фридрих I от Лотарингия